# Jimmy Yuill
James Evander Munro Yuill, detto Jimmy (Golspie, 13 febbraio 1956), è un attore scozzese.

## Biografia
Jimmy Yuill è un membro della Royal Shakespeare Company; in seguito si è unito alla Renaissance Theatre Company. È apparso in molti film di Kenneth Branagh ed ha composto inoltre la musica per Nel bel mezzo di un gelido inverno e Il canto del cigno.
È noto soprattutto per il personaggio dell'ispettore investigativo Doug Kersey nella popolare serie televisiva britannica Wycliffe dal 1994 al 1998, apparendo in ogni episodio tranne gli ultimi due della quinta stagione. La serie venne cancellata perché Jack Shepherd rifiutò di continuare a ricoprire il ruolo di protagonista quando i produttori licenziarono Yuill "per motivi assicurativi" dopo che l'attore contrasse una meningite potenzialmente letale durante le riprese, senza poi riassumerlo nonostante si fosse ripreso completamente.
Nel giugno 2006, Yuill ha fatto la sua prima apparizione nella soap opera EastEnders nel ruolo ricorrente di Victor Brown. Nell'ottobre 2007, ha interpretato il ruolo di Creonte nella tragedia Antigone di Sofocle, esibendosi al Tron Theatre di Glasgow.
Nel 2010 è stato candidato per il premio come miglior interprete maschile dal Critics Award for the Theatre in Scozia per il suo ruolo in un adattamento teatrale del poema narrativo The Testament of Cresseid.
Yuill ha lavorato come consulente di performance in diverse produzioni, anche come produttore.

## Filmografia parziale

### Cinema
- La morte in diretta (La mort en direct), regia di Bertrand Tavernier (1980)
- Local Hero, regia di Bill Forsyth (1983)
- Enrico V, regia di Kenneth Branagh (1989)
- Molto rumore per nulla (Much Ado About Nothing), regia di Kenneth Branagh (1993)
- Frankenstein di Mary Shelley (Mary Shelley's Frankenstein), regia di Kenneth Branagh (1994)
- Pene d'amor perdute (Love's Labour's Lost), regia di Kenneth Branagh (2000)
- Ladies in Lavender, regia di Charles Dance (2004)
- As You Like It - Come vi piace (As You Like It), regia di Kenneth Branagh (2006)
- Retreat - Nessuna via di fuga (Retreat), regia di Carl Tibbats (2011)
- The Raven, regia di James McTeigue (2012)
- Casa Shakespeare (All Is True), regia di Kenneth Branagh (2018)

### Televisione
- Play for Today – serie TV, un episodio (1981)
- Eurocops – serie TV, 2 episodi (1988-1989)
- Metropolitan Police – serie TV, 5 episodi (1992-2007)
- Wycliffe – serie TV, 34 episodi (1994-1998)
- Casualty – serie TV, 2 episodi (1998-2019)
- Jack Frost (A Touch of Frost) – serie TV, un episodio (2003)
- Murphy's Law – serie TV, un episodio (2004)
- The Inspector Lynley Mysteries – serie TV, (2005)
- Dalziel and Pascoe – serie TV, 2 episodi (2006)
- EastEnders – serie TV, 14 episodi (2006)
- Holby City – serie TV, un episodio (2008)
- Taggart – serie TV, un episodio (2009)
- Going Postal, regia di Jon Jones – film TV (2010)
- New Tricks - Nuove tracce per vecchie volpi (New Tricks) – serie TV, un episodio (2010)
- Shetland – serie TV, 5 episodi (2024)

## Doppiatori italiani
Nelle versioni in italiano delle opere in cui ha recitato, Jimmy Yuill è stato doppiato da:
- Marcello Mandò in Enrico V
- Emidio La Vella in Pene d'amor perdute
- Bruno Alessandro in As You Like It - Come vi piace
- Diego Reggente in The Raven
- Roberto Fidecaro in Casa Shakespeare